# Missing You (2NE1)
Missing You è un singolo del gruppo musicale sudcoreano 2NE1, pubblicato il 21 novembre 2013.

## Riconoscimenti

### Premi dei programmi musicali
- Inkigayo
  - 1º dicembre 2013
  - 8 dicembre 2013

- M Countdown
  - 28 novembre 2013
  - 5 dicembre 2013

- Show! Eum-ak jungsim
  - 30 novembre 2013

## Classifiche
| Classifica (2013) | Posizione massima |
| ----------------- | ----------------- |
| Corea del Sud     | 1                 |